# Sara-Vide Ericson
Sara-Vide Ericson, född 1983, är en svensk konstnär. 

## Biografi
Sara-Vide Ericson är född i Stockholm och uppvuxen i Hälsingland och Stockholm, och är verksam i Älvkarhed i Hälsingland. Hon tog examen vid Kungliga Konsthögskolan 2009. Hon har även studerat vid Konstskolan Idun Lovén i Stockholm.

## Karriär
2021 målade Sara-Vide Ericson omslaget till Frida Hyvönens album Dream of Independence. Ericson har vid flera tillfällen samarbetat med författaren Karin Smirnoff. Bland annat skrev Smirnoff texten till utställningskatalogen för Ericsons utställning Ditch Dance, och därefter blev Ericson tillfrågad att måla omslaget till Smirnoffs roman Havsörnens skrik som är en del av Millennium-serien.
Sara-Vide Ericson representeras av Galleri Magnus Karlsson, Stockholm. och Uppsala konstmuseum 

## Konstnärskap
Sara-Vide Ericsons målningar utforskar inte sällan artefakter, ritualer, arv och minnen. Hon använder sig av en process där hon själv medverkar i en iscensättning som upplevs och fotograferas, för att senare målas.

## Separatutställningar (urval)[7]
- 2007 Bollnäs Konstmuseum, Bollnäs, Sverige
- 2007 Hälsinglands Museum, Hudiksvall, Sverige
- 2008 She Wolf, examensutställning, Kungliga Konsthögskolan, Stockholm, Sverige
- 2009 She Wolf, Galleri Granen, Sundsvall, Sverige
- 2010 Liar, Galleri Magnus Karlsson, Stockholm, Sverige
- 2010 Ride, Market, Galleri Magnus Karlsson, Stockholm, Sverige
- 2012 While Unconscious, Galleri Magnus Karlsson, Stockholm, Sverige
- 2013 The Basement Drawings, Galleri Magnus Karlsson, Stockholm, Sverige
- 2013 While Unconscious, Länsmuseet Gävleborg, Gävle, Sverige
- 2014 Hidden Beings, V1 Gallery, Köpenhamn, Danmark
- 2015 Utmarker, Bollnäs Konstmuseum, Bollnäs, Sverige
- 2016 Dark White, V1 Gallery, Köpenhamn, Danmark
- 2016 Fermenting, Galleri Magnus Karlsson, Stockholm, Sverige
- 2017 Vacuum, Örebro Konsthall, Sverige
- 2018 The Marsh Report, Bror Hjorths Hus, Uppsala, Sverige
- 2019 Interior Ambush, Kalmar konstmuseum, Kalmar, Sverige
- 2019 Interior Ambush, Kungliga Konsthögskolan, Stockholm
- 2019 Obsolete Decoy, V1 Gallery, Köpenhamn, Danmark
- 2020 Navigating Ancient Consequences, Eighteen Gallery, Köpenhamn, Danmark
- 2020 Interior Ambush, Hälsinglands museum, Hudiksvall, Sverige
- 2021 Ditch Dance, Skellefteå konsthall, Sverige
- 2022 Dirt Bridge, V1 Gallery, Stockholm, Sverige
- 2022 Ditch Dance, Lidköpings konsthall, Sverige
- 2022 Ditch Dance, Kulturhuset Stadsteatern, Stockholm, Sverige
- 2023 Desire of the Tail, Svenska Institutet, Paris, Frankrike[8]